# Woonin

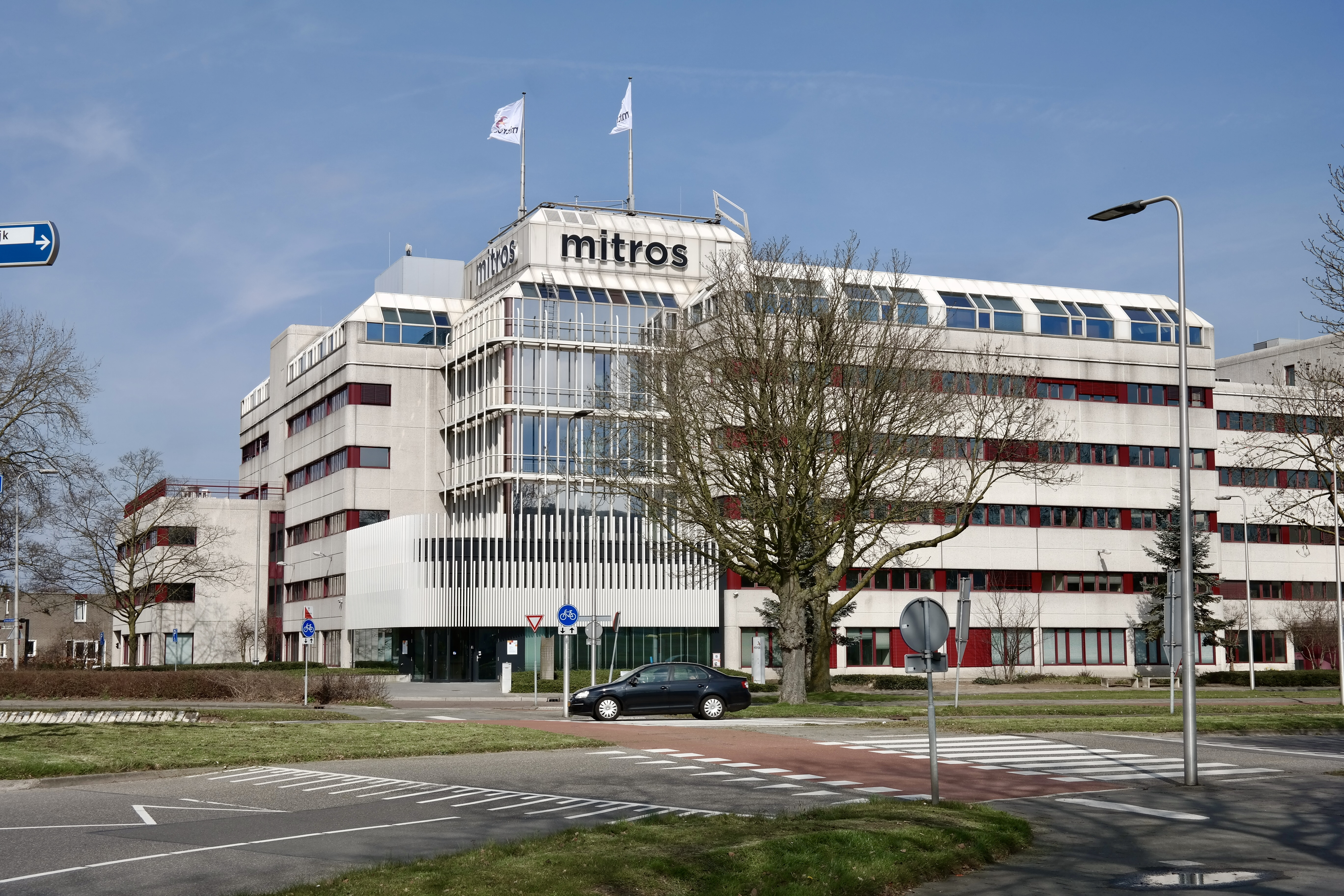
Kantoorgebouw van Woonin in Utrecht (hier nog met logo van Mitros)

Woonin is een woningcorporatie werkzaam in de gemeenten Utrecht, Nieuwegein, Houten en Wijk bij Duurstede.

## Geschiedenis
De ontwikkeling van de sociale woningbouw in Utrecht begon al voor de invoering van de eerste Woningwet in 1901. In die periode bestonden er al verenigingen in Utrecht, die woningen bouwden voor spoorwegpersoneel. Daarnaast was er een vereniging die woningen bouwde voor arbeiders die niet bij de spoorwegen werkten. De eerste toegelaten vereniging na de invoering van de woningwet werd in 1907 opgericht. De oudste voorloper van Mitros - de "Coöperatieve Woningvereeniging voor Gemeentepersoneel" - werd in 1912 opgericht. Andere voorlopers ontstonden in de jaren erna: de "Woningbouwvereniging Zuilen" in 1915, de "Woningbouwvereniging Utrecht" in 1919 en daarna de Vereniging "Ons Huis". In 1977 fuseerden de eerste drie organisaties tot "K77", waarbij "Ons Huis" zich in 1979 aan sloot. 
Nieuwegein heeft een kortere geschiedenis op het gebied van de volkshuisvesting. Hier waren twee woningbouwvereniging actief, "Onze Woning" en "Sint Joseph", die in 1995 opgingen samen met de woningstichting huisvesting bejaarden Nieuwgein (WSHBN) in de nieuwgevormde "Woningbouwvereniging Nieuwegein.
Mitros ontstond in 1998 door een fusie van "K77", het "Woningbedrijf Utrecht" en de "Woningbouwvereniging Nieuwegein". 
Anno 2019 heeft Mitros een woningbezit van 28.489 woningen, waarvan 23.057 in Utrecht, 5.426 in Nieuwegein en 6 elders. De corporatie heeft 349 medewerkers.
In 2023 fuseerde Mitros met Viveste tot Woonin.